# Mladá garda (opera)
Mladá garda (v ukrajinském originále Молода гвардія) je opera o čtyřech dějstvích a sedmi obrazech ukrajinského skladatele Julije Serhijovyče Mejtuse. Jejím námětem jsou osudy mládežnické odbojové skupiny Mladá garda v ukrajinském Krasnodonu v průběhu druhé světové války. Libreto podle stejnojmenného románu ruského spisovatele Alexandra Alexandroviče Fadějeva napsal Andrij Samojlovyč Malyško (1912–1970). Opera měla v původní verzi premiéru v Kyjevě v roce 1947, přepracovaná verze byla provedena poprvé ve Stalinu (dnes Doněck) v roce 1950.

## Vznik a historie opery
Bezprostředně po druhé světové válce existovala v Sovětském svazu velká poptávka po operách, jež by si braly za námět válečné události, respektive oslavovaly hrdinství v boji proti nacistickému Německu. Na Ukrajině byly prvními díly tohoto typu Čest Hermana Žukovského a Jediným životem Dmytra Klebanova a Oskara Sandlera, jež však byla považována za umělecké neúspěchy. Úspěšné dílo měl stvořit až právě Julij Mejtus, který se ostatně tématem 2. světové války v opeře zabýval jako jeden z prvních již ve své turkmenské opeře Abadan z roku 1943.
Mejtus si za podklad zvolil jednu z nejpopulárnějších knih těsně poválečné literatury, Mladá garda Alexandra Fadějeva o komsomolském odboji na ukrajinském Donbasu. Tato kniha byla několikrát zdramatizována i zfilmována a ani Mejtus nebyl jediným sovětským skladatelem, který byl tímto románem inspirován, jeho dílo se však stalo nejznámějším. Libreto k opeře napsal básník Andrij Malyško a Mejtus na něm spolupracoval; nespokojil se prý jen s Fadějevovou knihou, ale navštívil i Krasnodon a hovořil s pamětníky a členy odboje. Přepracování knihy, jejíž děj je epizodický a obsahuje množství událostí a postav, na operní libreto znamenalo značné zhuštění děje, koncentraci na omezenou skupinu protagonistů a výběr jen klíčových událostí. Podle záměru autorů však měl být co nejvíce zachován obraz „Mladé gardy“ jako kolektivu osobností, z nichž žádná (ani vůdcové jako Oleg Koševoj či Andrej Valko) příliš nevyčnívá jako typický operní hrdina.
Opera byla hotova a nastudována k 30. výročí Velké říjnové revoluce a měla premiéru 7. listopadu 1947 v kyjevském operním divadle. Hudební nastudování vedl dirigent Veniamin Toľba, režii měl M. Stefanovyč a výtvarníkem byl O. Chvostenko-Chvostov. Skladatel i libretista se účastnili zkoušek a řadu věcí ještě změnili – tak bylo přepracováno celé první dějství a dopsáno arioso Ljuby. Soudobá oficiální inscenační praxe se vyznačovala pompézními masovými scénami a tvůrci proto obtížně prosazovali své zamýšlené komorní, v závěru i symbolické inscenační řešení. Vynucené masové finále s účastí celého sboru na scéně bylo studováno, ale nakonec se je podařilo ještě před uvedením vyškrtnout. V opeře vystupovali mj. Kosťantyn Laptěv (Oleg), Larysa Rudenko (Ulja), Zoja Hajdaj (Ljuba), M. Platonov (Sergej), I. Kljakun (Váňa), Ivan Patoržynskyj (Valko), K. Minajev (Procenko) a V. Pekarskyj (Brückner). Současně s kyjevskou premiérou se odehrávala i premiéra v Charkově.
Pod dojmem výsledné scénické podoby i prvotního kritického úspěchu (např. Радянське мистецтво 10. prosince 1947) autoři ještě v lednu 1948 upravili nebo odstranili nejvíce schematická a deklaratorní místa, spojená zejména s postavou stranického předáka Procenka. Avšak 10. února 1948 vyšlo usnesení Ústředního výboru VKS(b) O opeře V. Muradeliho „Velké přátelství“, které zahájilo stranický boj proti „formalismu“ a stalo se základem pro perzekuci hudebníků i jejich děl v celém Sovětském svazu; na Ukrajině jeho teze opakovalo a doplňovalo usnesení Ústředního výboru KS(b)U O stavu a základech pokroku hudebního umění na Ukrajině z dubna 1948. Zásadní stranické kritice byl ostatně podroben i samotný Fadějevův román, jejž musel spisovatel přepsat. I Mejtus tak musel na základě stranických pokynů partituru přepracovat, sám roku 1950 napsal: „Svědectví scénické realizace Mladé gardy na jevištích divadel, stranická kritika románu a hlavně usnesení ÚV VKS(b) O opeře V. Muradeliho „Velké přátelství“ nám poskytly nesmírnou pomoc při nápravě nedostatků, jež se vyskytovaly v první verzi opery.“ Nová verze, již Malyško a Mejtus dokončili začátkem roku 1950, výrazněji zdůrazňovala vůdčí úlohu komunistické strany v hrdinském boji mladogvardějců. Přitom byla napřímena rovněž dějová linie.
Nová verze – v ruském překladu M. Isakovského – měla premiéru 20. ledna 1950 v Ruském divadle opery a baletu ve Stalinu. Významnější však byla její inscenace v Malém operním divadle v Leningradě (premiéra 22. dubna 1950) v nastudování dirigenta J. Grikurova, režiséra N. Ochlopkova a výtvarníka V. Rydnina. Inscenace měla značný úspěch a roku 1951 získal skladatel za operu Stalinovu cenu II. stupně. Opera následně rychle pronikla na sovětská jeviště i do ostatních zemí „socialistického tábora“, kde se stala vzorem sovětské (stalinské) podoby socialistického realismu v hudbě; inscenace většinou kopírovaly vzorovou inscenaci leningradskou.
V roce 1952 se hrála např. v Ulan-Ude, Tallinnu a Gdaňsku, ale též v podzemním divadle v Pchjongjangu, roku 1953 se vrátila do Kyjeva a hrála se ve Lvově a Budapešti, roku 1954 v Minsku a Jerevanu, roku 1955 v Novosibirsku a Alma-Atě, dále v Pekingu, Bukurešti. Od 60. let se hrála spíše ojediněle – roku 1964 v Burgasu, 1976 v Charkově, 1979 v Kutaisi, 1985 v divadle dětské opery v Moskvě – a v 80. letech 20. století z jeviště zcela vymizela.

### Inscenace v Československu
Největšího zahraničního rozšíření se Mladá garda dočkala v Československu. Již 20. prosince 1951 ji poprvé uvedlo – jako první divadlo mimo Sovětský svaz – Státní divadlo v Brně (překlad Rudolf Vonásek). V lednu 1952 následovalo pražské Národní divadlo a v průběhu téhož roku ještě Krajské oblastní divadlo v Plzni, Krajské oblastní divadlo v Ústí nad Labem a Státní divadlo v Ostravě, kde byl úspěch díla největší. Československý rozhlas v Praze pořídil roku 1955 rovněž úplnou rozhlasovou nahrávku opery a nakladatelství Orbis vydalo šest výňatků z opery. Naposledy se Mejtusova Mladá garda do Československa vrátila za normalizace, kdy ji roku 1975 uvedlo znovu divadlo v Ústí nad Labem. Oficiální kritika v padesátých letech (např. Antonín Sychra) vyzdvihovala tuto operu jako vzor pro české skladatele. Nynější pohled je jiný: teatrolog Vladimír Just ji označuje jako vrchol komunistického „kýče“ a „škváru“ na českých operních scénách.
V roce 1952 byli kolektiv pražského Národního divadla a sólisté Ivo Žídkem a Štefa Petrová oceněni za inscenaci této opery Státní cenou I. stupně.

## Osoby
| osoba                                                   | hlasový obor | obsazení v české premiéře (20. 12. 1951) |
| ------------------------------------------------------- | ------------ | ---------------------------------------- |
| Oleg Koševoj, vedoucí podzemní organizace „Mladá garda‟ | tenor        | Zdeněk Soušek                            |
| Jelena Nikolajevna, Olegova matka                       | soprán       | Květa Belanová                           |
| Věra Vasiljevna, Olegova babička                        | mezzosoprán  | Monika Řezníčková                        |
| Andrej Valko, ředitel dolu                              | bas          | Rudolf Asmus                             |
| Ivan Fjodorovič Procenko, velitel partyzánského oddílu  | baryton      | Vlastimil Šíma                           |
| Uljana Gromovová, mladogvardějka                        | mezzosoprán  | Libuše Lesmanová                         |
| Ljuba Ševcovová, mladogvardějka                         | soprán       | Libuše Domanínská                        |
| Sergej Ťulenin, mladogvardějec                          | tenor        | Jaroslav Ulrych                          |
| Váňa Zemnuchov, mladogvardějec                          | baryton      | J. Navrátil                              |
| Valja Borcová, mladogvardějka                           | mezzosoprán  | Daniela Uhrovičová                       |
| Žora Aruťuňanc, mladogvardějec                          | tenor        | Boris Čechovský                          |
| Jevgenij Stachovič, mladogvardějec                      | baryton      | Jindřich Doubek                          |
| Klava Kovalevová, mladogvardějka                        | soprán       | Jindra Pokorná                           |
| Grigoril Iljič Ševcov, horník, otec Ljuby               | baryton      | František Kunc                           |
| Kajutkin, voják                                         | tenor        | Antonín Jurečka                          |
| Brückner, gestapák                                      | baryton      | Eduard Hrubeš                            |
| plukovník Stobbe                                        | baryton      | František Roesler                        |
| fašistický poddůstojník                                 | bas          | Géza Fišer                               |
| Ignat Fomin, policista                                  | tenor        | Jaroslav Jaroš                           |
| generálův sluha                                         | bas          | Jaroslav Špaček                          |
| generál                                                 | …            | Jaroslav Karafiát                        |
| staršina                                                | …            | Jiří Kozderka                            |

## Děj opery
Odehrává se v Krasnodonu v letech 1942–1943.

### 1. dějství
(1. obraz – Ulice v Krasnodonu) Je rok 1942. K městu Krasnodonu v hornickém revíru Donbas se nezadržitelně blíží fronta. Zblízka je slyšet kanonádu, město je zaplaveno uprchlíky i ustupujícím sovětským vojskem a připravuje se k evakuaci. Děvčata, která musela opustit venkov – mezi nimi Uljana Gromovová, Valja Borcová a Klava Kovalevová – se loučí se stepí, se kterou je svazuje tolik milých vzpomínek a v níž si malovaly světlou budoucnost. Jejich píseň přeruší velký výbuch – horníci nechali zavalit jednu ze šachet, aby nepadla do rukou nepříteli. Stranický funkcionář Ivan Fjodorovič Procenko a ředitel dolu Andrej Valko obyvatele uklidňují tím, že pomsta útočníkům je již blízko, a přikazují všem, aby sestoupili k řece, kde je organizována přeprava. Odchází i horník Ševcov se svou rodinou, ale jeho dcera Ljuba se rozhoduje setrvat v Krasnodonu i přes naléhání otce a apely Ulji na to, že je přece komsomolka. Ač to Ljuba tají, chce zůstat proto, aby mohla proti nepříteli bojovat v týle. Ze stejného důvodu zde chce zůstat i Váňa Zemnuchov, a loučí se proto s milovanou Klavou tak, že oba na chvíli zapomínají na svět. Rudoarmějci rovněž odcházejí, jeden z nich – Kajutkin – žertuje s děvčaty, která jim přinášejí vodu. Jelena Nikolajevna Koševová, srdnatá sovětská žena, vyprovází svého syna Olega, jenž se chce přidat k Rudé armádě.
Slunce zašlo, ustává i bombardování. Setmělou ulicí se krade Serjoža Ťulenin a Valjou. Serjoža využil své znalosti terénu a podařilo se mu na utichlém bojišti sesbírat zbraně, jimiž je teď ověšen; už se cítí jako hrdina. Narazí na Valka, který si Serjožu dobírá a mírní jeho nadšení, ale káže mu zbraně bezpečně uschovat: budou se ještě hodit. Tu se náhle ulice začnou plnit lidmi. Most byl vyhozen do povětří, přeprava přes řeku loděmi již není možná a město je v obklíčení. Vrací se i Procenko; rozhoduje se odejít z města a vybudovat partyzánský oddíl. Valka pověřuje, aby organizoval podzemní odboj v samotném městě. Vyzývá obyvatele Krasnodonu, aby se fašistům nepoddali a stále jim dávali vědět, že okupanti nejsou na zabrané sovětské zemi nikdy v bezpečí. Krasnodoňané se chystají na odpor a partyzánský odboj. Mezi těmi, komu se již nepodařilo přejít přes řeku, je i Oleg Koševoj. I on se pevně rozhoduje pokračovat v boji a zasvětit svůj život vlasti. Je slyšet vstupující německé vojsko.

### 2. dějství
(2. obraz – Kůlna na dvoře domu Koševových) Dům Koševových zabralo nepřátelské vojsko, je v něm ubytován fašistický plukovník. Oleg s matkou a babičkou musí přebývat v kůlně. Ta se stává i střediskem odbojové komsomolské organizace „Mladá garda“, již řídí Oleg pod vedením Valka. Serjoža Ťulenin vyhodil do povětří kancelář těžebního koncernu, ale Oleg jej kárá za to, že postupuje tak samostatně a svévolně: odbojové akce je třeba provádět plánovitě a zejména podle pokynů shora. Posílá Sergeje svolat ostatní na schůzi a pak vzpomíná na svou matku. Je si vědom toho, že vystavuje sebe nebezpečí života a ji zármutku, ale věří, že jej matka pochopí.
Přicházejí děvčata – zatímco Ljuba-umělkyně zabavuje plukovníka flirtováním a zpěvem písničky o katu, Oleg a Ulja, kteří k sobě pocítili vzájemnou náklonnost, si přísahají věrnost až do smrti. Shromáždění komsomolci si pak rozdělují úkoly. Jako poslední vbíhají Serjoža a Valja se zprávou, že udavač Ignat Fomin zradil okupantům šestici havířů zapojených do odboje a fašisté je pak zasypali zaživa v těžební jámě. Rozhněvaní komsomolci skládají slavnou přísahu, že se okupantům pomstí a budou až do konce svých dní věrni své matce-vlasti a velké straně Lenina a Stalina.
(3. obraz – Náměstí v Krasnodonu, poblíž park) Je rok 1943, Mladá garda již má na kontě řadu diverzních akcí. Nyní se jí podařilo rozšířit letáky (rozmnožené tajně v budově úřadu práce) popírající oficiální fašistické zprávy o vítězství hitlerovských vojsk u Moskvy. Obyvatelé Krasnodonu se shlukují u vylepeného letáku a s nadšením jej čtou. Ignat Fomin, který se dal k policii, se je marně snaží uklidnit a rozehnat, ticho však náhle nastane, když jsou přes náměstí odváděna děvčata na nucené práce do Německa. Obyvatelé průvod s nenávistí následují a náměstí se vylidní.
Stmívá se a komsomolci se nenápadně scházejí v parku – po dvojicích, aby vypadali jako zamilovaní a odvrátili tak podezření. Zde se setkávají s Valkem. Ten jim vydává rozkaz k velikému úkolu: mají založit pořád v úřadu práce, aby zničili osobní spisy těch, kdo mají být odvedeni na práce do Říše. Přichází též Ljuba: vrací se od partyzánů a nese od Procenka úřední uznání Mladé gardy jako odbojové organizce podřízené centrálnímu vedení. Zároveň přináší varování před jedním z členů štábu Mladé gardy, Jevgenijem Stachovičem, který prý od partyzánů dezertoval. Jevgenij to rozhodně popírá, aloe ostatní jej neprodleně vylučují ze štábu.
Uljana vyprovází chlapce do akce, vystopuje ji však zrádce Fomin a chce se jí zmocnit. Komsomolci přispěchají na pomoc, podaří se jim Fomina přemoci a odvádějí jej do nitra parku ke zneškodnění. Náměstí se vyprázdní, za chvíli se však rozzáří a zazní poplašný zvon: budova úřadu práce hoří. Krasnodoňané se radují a cítí se posíleni vědomím, že i mezi nimi jsou bojovníci za sovětskou vlast.

### 3. dějství
(4. obraz – Pokoj u Koševových) Je předvečer výročí Říjnové revoluce. Jelena Nikolajevna čeká na syna. Dozvěděla se o jeho úloze v Mladé gardě a má o něj strach, ale chápe, že Oleg nemůže jinak, a žehná jeho práci. Vcházejí Oleg s Uljou a radostně zvěstují matce, že se Serjožovi a Ljubě podařilo rozvěsit po městě rudé prapory. Sní spolu o šťastné budoucnosti, až bude Krasnodon osvobozen. I ostatní komsomolci se scházejí, aby oslavili Velký říjen. Nejprve ze starého rádia poslouchají Stalinův projev slibující brzké vítězství, pak slaví zpěvem a tancem, k níž přispěje svou písní i Olegova babička. Zábavu přeruší Klava, která vpadne do domácnosti a se slzami vypráví, že se gestapo zmocnilo části mladogvardějců – Zemnuchova, Stachoviče, Moškova a jiných. Oleg přísahá, že na místo zatčených nastoupí další.

### 4. dějství
(5. obraz – Brücknerova pracovna) Gestapák Brückner předvolává jednotlivé odbojáře k výslechu. Valko, Váňa a Ulja se nenechají při výslechu zlomit sliby ani výhrůžkami a nic neprozradí, ale Stachovič tlak nevydrží a vyzradí ostatní členy organizace.
(6. obraz – Vězeňská cela) Komsomolci a Valko jsou vězněni za hrozných podmínek. Ljuba svou písní vyjadřuje neochvějné odhodlání: nyní se už alespoň nemusejí se svým přesvědčením skrývat. Gestapáci přivádějí od výslechu zmučenou a zkrvavenou Ulju; ze srdnaté dívky žádné informace nedostali. Valko má být odveden na popravu, ale nejdříve plamennými slovy ujišťuje mládež, že pád nacistické vlády a osvobození se nezadržitelně blíží. Když jej stráže odvádějí, začnou komsomolci zpívat svou bojovou píseň a ani hrozby a údery stráží nezabrání tomu, aby zněla stále silněji. Zvenčí již do kobky zaznívá bombardování blížící se Rudé armády. Je slyšet, jak se za zdí vězení schází obyvatelstvo Krasnodonu a svými hlasy se připojuje k písni mladogvardějců.
(7. obraz – U šachty) Je mrazivá noc. Mladogvardějce přivedli ke zničené šachtě č. 5. Nacisté předvádějí polomrtvého Olega a chtějí jej naposledy donutit, aby prozradil ostatní členy organizace. Ale Oleg mlčí. Z dálky již zaznívá zpěv Rudé armády – stará revoluční píseň Zamučen ťaželoj něvoljej. Oleg se písní loučí se svou zemí. Jsou předvedeni ostatní mladogvardějci, Ulja se vrhá k Olegovi a všichni společně naposledy zvolávají slávu Rudé armádě a Stalinovi. Zazní povel k palbě a vzápětí salva popravčí čety.

## Nahrávky
Existuje dosud nevydaná nahrávka Mladé gardy pořízená československým rozhlasem v Praze roku 1955:
- 1955, zpívají: (Oleg) Ivo Žídek, (Jelena Nikolajevna) Jaroslava Procházková, (Věra Vasiljevna) Milada Čadikovičová, (Valko) Ladislav Mráz, (Procenko) Přemysl Kočí, (Uljana) Věra Krilová, (Ljuba) Štefa Petrová, (Sergej) Bohumír Vích, (Váňa) Josef Heriban, (Valja) Jaroslava Dobrá, (Žora) Josef Vojta, (Stachovič) Jiří Joran, (Klava) Jaroslava Vymazalová, (Ševcov) Jan Rožánek, (Kajutkin) Oldřich Kovář, (Brückner) Vladimír Jedenáctík, (plukovník) Zdeněk Otava, (Fomin) Antonín Votava, (staršina) Jiří Schiller, (poddůstojník) František Stach, (generálův sluha) Karel Wimmer. Pěvecký sbor Čs. rozhlasu v Praze a Pražský rozhlasový orchestr řídí Jan Hus Tichý.